# Карась Леонід Мойсейович
Леоні́д Мойсе́йович Кара́сь (* 1916 — ?) — радянський господарник. Лауреат Державної премії УРСР в галузі науки і техніки (1969).

## Життєпис
Станом на 1969 рік — виконувач обов'язків заступника головного інженера Харківського моторобудівного заводу «Серп і молот».
Лауреат Державної премії УРСР в галузі науки і техніки 1969 року: «Створення універсальних дизелів „СМД“ для тракторів, комбайнів та інших машин і організація їх спеціалізованого масового виробництва»; співавтори Гура Григорій Степанович, Єременко Борис Степанович, Маршал Федір Петрович, Пипенко Іван Петрович, Потейко Анатолій Дмитрович, Сахнюк Іван Іванович, Сєріков Іван Олександрович.